# Katherine Alvarado
Katherine María Alvarado Aguilar (* 11. April 1991 in Guatuso) ist eine costa-ricanische Fußballspielerin.

## Karriere

### Vereine
Anfang 2018 wechselte sie vom Saprissa FF nach Kolumbien, wo sie nun für Patriotas Boyacá aktiv war. Nach einem halben Jahr hier wechselte sie aber erneut. Diesmal ging es nach Spanien, wo sie einen Vertrag bei Espanyol Barcelona unterschrieb. Dort war sie dann bis zum Ende der Spielzeit 2019/20 aktiv und ist seitdem zurück in ihrer Heimat bei Saprissa.

### Nationalmannschaft
Mit der costa-ricanischen U20 nahm sie an der CONCACAF Meisterschaft 2010 und der Weltmeisterschaft 2010 teil. Bei letzterer erzielte sie in ihren drei Einsätzen eines der zwei Tore im Turnierverlauf der Mannschaft.
Ihren ersten bekannten Einsatz für die costa-ricanische Nationalmannschaft hatte sie in der Qualifikation für die Weltmeisterschaft 2011 bei einem 2:0-Sieg über Honduras am 28. April 2010, bei dem sie in der Startelf stand. Später nahm sie mit ihrer Mannschaft auch noch an den Panamerikanischen Spielen 2011, den Zentralamerika- und Karibikspielen 2014 und den Panamerikanischen Spielen 2015 teil. Auch wurde sie für die Weltmeisterschaft 2015 nominiert und erzielte hier in ihren drei Spielen einen Assist.
Bei den Zentralamerika- und Karibikspielen 2018 holte sie mit ihrem Team die Silbermedaille, nachdem es beim vorherigen Turnier nur Bronze gab. Auch bei den Panamerikanischen Spielen 2018 und 2019 gehörte sie ebenso mit zum Kader.
Am 8. Juli 2023 wurde sie für den Kader der Weltmeisterschaft 2023 nominiert.